# 博士（哲学）
博士（哲学）（はくし てつがく）は、博士の学位の一つである。
哲学に関する専攻分野を修めることによって、1991年（平成3年）以降に日本の大学で授与されるものである。
1991年（平成3年）以前の日本では授与されておらず（「哲学博士」という学位の種類は規定されていない）、哲学を修めた者には文学博士等が授与されていた。

## Ph.D.との混同
米国の博士の学位であるDoctor of Philosophy (Ph.D.) は、直訳すると「哲学博士」となるが、Philosophyは一学問分野としての哲学ではなく、広く学術一般を意味しているため、1991年（平成3年）以降に日本の大学が授与している「博士（哲学）」のことではない。
米国において哲学を修めた場合に得られる学位、および日本の博士（哲学）の英訳は Ph.D. in Philosophy である。

## 授与大学
※ 2008年（平成20年）現在で、以下の大学が「博士（哲学）」を授与している。
- 学習院大学
- 上智大学
- 中央大学
- 法政大学
- 同志社大学
- 慶應義塾大学
- 関西学院大学
- 専修大学
- 東京都立大学 (1949-2011)